# Горчив ориз
„Горчив ориз“ (на италиански: Riso Amaro) е италианска драма от 1949 година на режисьора Джузепе Де Сантис с участието на Виторио Гасман, Дорис Даулинг и Силвана Мангано.

## Сюжет
Франческа и Уолтър са престъпници от Северна Италия. За да не бъде арестувана, Франческа се присъединява към група селяни, събиращи реколтата от ориз. Уолтър я следва из оризовите полета и скоро въвлича селяните, както и Силвана, производителка на ориз в сложен заговор, включващ обир, любов и дори убийство.

## В ролите
| Изпълнител          | Роля      |
| ------------------- | --------- |
| Виторио Гасман      | Уолтър    |
| Дорис Даулинг       | Франческа |
| Силвана Мангано     | Силвана   |
| Раф Валоне          | Марко     |
| Кеко Рисоне         | Аристид   |
| Нико Пепе           | Бепе      |
| Лиа Корели          | Амелия    |
| Мария Грация Франча | Габриела  |
| Деди Ристори        | Анна      |
| Анна Маестри        | Ирен      |
| Мариема Барди       | Джана     |
| Мария Капуцо        | Джулия    |
| Изабела Дзенаро     | Роза      |
| Карло Мацарела      | Джането   |

## Награди и номинации
- 1951 Номинация за „Оскар за най-добър оригинален сценарий“ (Джузепе Де Сантис)